# ریهوبو (ماساچوست)
ریهوبو(به انگلیسی: Rehoboth) شهرکی در شهرستان بریستول ایالت ماساچوست می‌باشد که در سال ۱۶۴۵ بنیان‌گذاری شده‌است. این شهرک در سرشماری سال ۲۰۱۰ میلادی، ۱۱٬۶۰۸ نفر جمعیت داشته‌است.